# Ronald Fangen
Ronald Fangen (Kragerø, 29 de Abril de 1895 - Snarøya, arredores de Oslo, 22 de Maio de 1946.) foi um escritor norueguês do século XX. 
Fangen foi um intelectual antimarxista, defensor de um liberalismo conservador. Foi preso durante a ocupação alemã da Noruega por se opor ao nazismo.

## Obras principais
- 1915 De svake (romance)
- 1916 Slægt føder slægt (romance)
- 1918 En roman (romance)
- 1919 Streiftog i digtning og tænkning (essay)
- 1920 Syndefald
- 1922 Fienden (reed. 1931)
- 1925 Den frie søn
- 1926 Den forjættede dag (Dia Maldito)
- 1927 Tegn og gjærninger (ensaio)
- 1929 Nogen unge mennesker (romance)
- 1931 Erik (roman)
- 1932 Duel (roman)
- 1933 En kvinnes vei (O Caminho de uma Mulher)(romance)
- 1934 Mannen som elsket retferdigheten (romance)
- 1934 Dagen og veien (ensaio)
- 1935 Som det kunde ha gått
- 1935 En kristen verdensrevolusjon (Uma Revolução Mundial Cristã)
- 1936 På bar bunn (roman)
- 1936 Paulus og vår egen tid
- 1937 Allerede nu (roman)
- 1938 Kristendommen og vår tid
- 1939 Borgerfesten (romance)
- 1945 En lysets engel (Um anjo de Luz) (romance)
- 1946 Presten (romance, obra póstuma)
- 1947 Nåderiket (obra póstuma)
- 1975 I nazistenes fengsel